# 迪耶·萨迪奇
迪耶·萨迪奇 OBE （Deyan Sudjic，1952年9月6日—） 是英国作家和，而且他對设计和建筑等领域有過研究。他曾擔任伦敦设计博物馆馆长。 

## 生平
迪耶·萨迪奇在伦敦阿克顿长大，他的父母是来自南斯拉夫的移民，而且迪耶·萨迪奇在家说塞尔维亚-克罗地亚语。他的父亲在英國廣播公司國際頻道工作。 後來迪耶·萨迪奇就读于爱丁堡大学。 
迪耶·萨迪奇曾在觀察家報上發表有關设计和建筑的评论文章，並擔任金士頓大學艺术、设计和建筑学院院长，他也是皇家艺术学院客座教授。 
1983年，他与Peter Murray和 Simon Esterson共同创办了建筑雜誌Blueprint，并担任该杂志的编辑和总监。2000-04 年，他擔任Domus的编辑。 2000年，他被授予大英帝國勳章。
1999年担任格拉斯哥英国城市建筑与设计项目主任，2002年担任威尼斯建筑双年展主任。迪耶·萨迪奇于2006年成为设计博物馆的馆长。
2012年，迪耶·萨迪奇获得了創作藝術大學的荣誉学位。 